# Revista de Madrid
La Revista de Madrid fue una publicación periódica editada en la ciudad homónima a mediados del siglo XIX

## Descripción
Se publicó en Madrid, imprimiéndose primero en la imprensa de T. Jordán, y al final en la de F. Suárez. Su periodo de distribución abarcó desde 1838 hasta 1845 y tuvo un total de veintiún tomos.
Se trataba de una publicación literaria y política, dirigida por Pedro Pidal y Gervasio Gironella. Contó con dos épocas: la primera comprendió tres series de tres, cuatro y cinco tomos respectivamente, mientras que la segunda abarcó nueve tomos. El tomo más largo fue de 602 páginas y el más corto 256.